# Broșteni (Drăgușeni), Suceava
Broșteni este un sat în comuna Drăgușeni din județul Suceava, Moldova, România.

## Obiective turistice
- Mănăstirea Broșteni - mănăstire de călugări înființată în 2001
- Biserica Adormirea Maicii Domnului este atestată din 17 februarie 1766 pe un act de moștenire a lui Nistor Stroescu. Ea a fost schit, fiind construită inițial din lemn pe temelie din piatra, apoi ctitorul Stefan Capsa, este cel care hotăraste zidirea ei din piatra. Cel care termina lucrarile este Iordache Cantacuzino, finul si mostenitorul lui Stefan si Maria Capsa, in anul 1803.

Biserica adăpostește o icoană de mari dimensiuni a Maicii Domnului cu Pruncul, pe spate fiind pictată Sf Ecaterina și sf Lazar, datând din 21 aprilie 1860; fiind pictată în timpul pr Grigorie Sachelerie, mentionat inca din 1848 ca slujitor al bisericii si de padurarul Lazar si sotia Ecaterina.
Biserica are dimensiuni relativ mici, proaosul fiind foarete mic, despartit de naos prin doua coloane initial rotunde, acum octogonale. Zidurile sunt groase, de 1- 1,5 m. Turla cioplita este amplasata peste pronaos. Pridvorul a fost adaugat ulterior.
Dintre slujitorii sf locas mentionez pe  iroschimonahul Damaschin ctitor, pr Grigorie Iconomu, pr Grigorie san Luca, pr Grigorie Sachelarie, diac Stefan, pr Vasile Vatamanu, protosinghelul Gherasim Pascal etc.
Hramul bisericii se tine doua zile 15 si 16 august, a doua zi pt ctitori, obicei intalnit la manastiri.

 Acest articol despre o localitate din județul Suceava este deocamdată un ciot. Puteți ajuta Wikipedia prin completarea lui.